# Смереківка

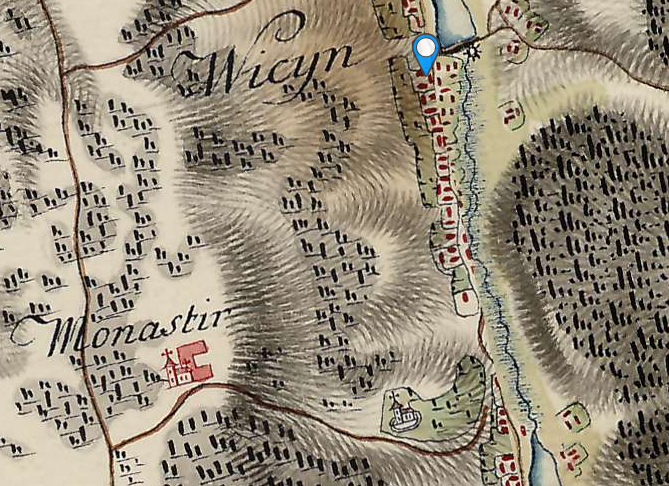
Смереківка(Віцин), монастир Василіян на австрійській мапі фон Міга 1780-х років

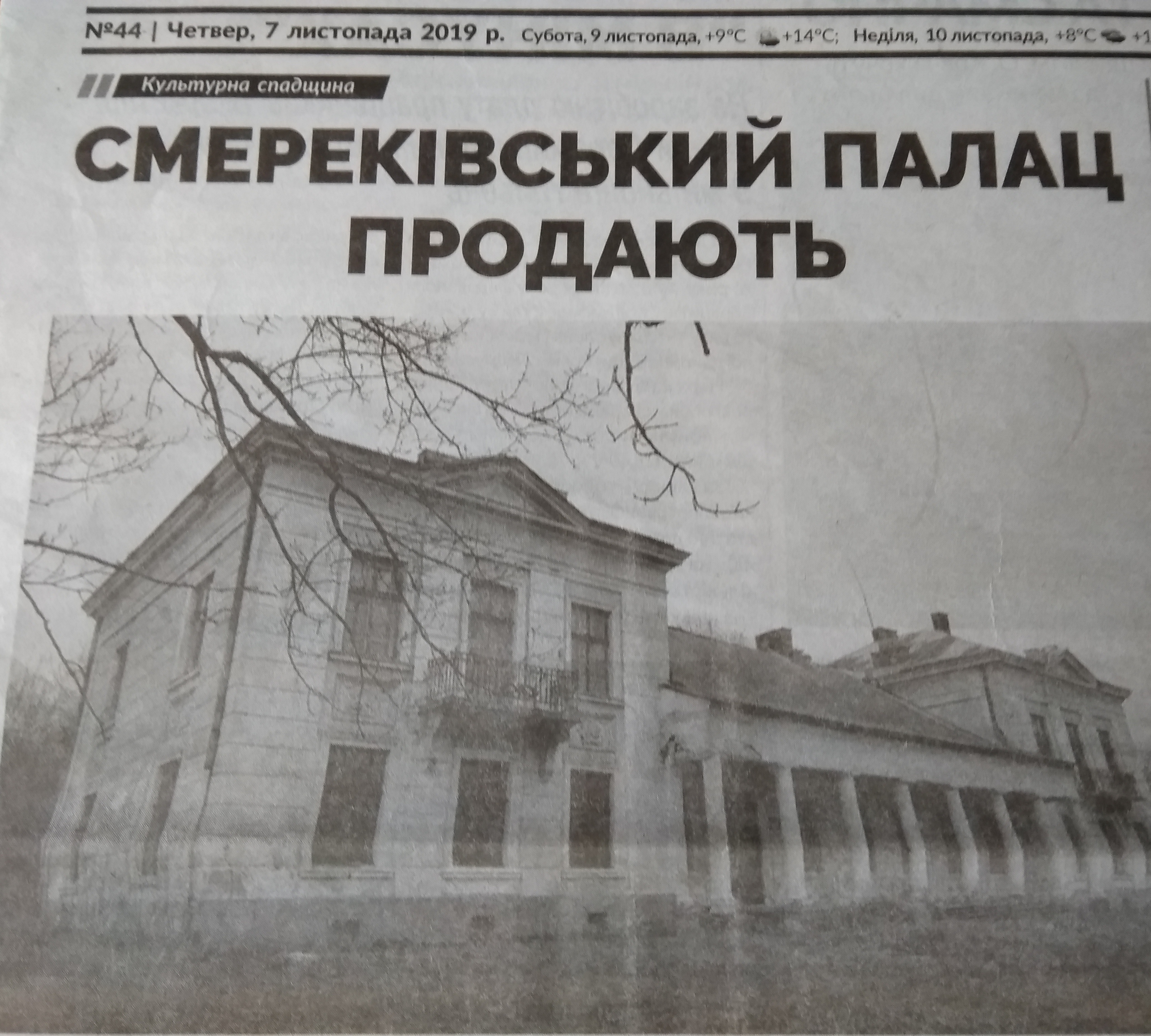
Палац в с. Смереківка

Смере́ківка (до 1946 року — Відень (Віцинь), ще раніше — Віцин,  пол. Wicyń) — село в Україні, в Львівському районі Львівської області. Населення становить 269 осіб. Орган місцевого самоврядування - Перемишлянська міська рада.

## Історія
Перша згадка в документах — 3 жовтня 1389: король Владислав ІІ Ягайло надав село у власність шляхтича Миколая з Гологір (Гологорів), за що той повинен був посилати на кожну військову виправу одного воїна, озброєного списом, і 4 лучників . Грамота короля написана в Колодному біля Львова (це майже напевне, тепер Велике Колодно — село Кам'янко-Бузького району).
На 15 вересня 1441 р. селом володів шляхтич Гологірський.
В середині XVI cт селом володів львівський архієпископ.
Давніше в селі діяв монастир Василіян, який був розібраний в XIX столітті після пожежі.

### Боротьба ОУН-УПА
У вересні 1944 року в лісі біля села Віцинь (Смереківка) перебувала сотня УПА «Риболовці»
|  | В с. Віцинь є лагер приблизно 120 в'язнів, самі східняки. Для охорони є ок[оло] 60 бійців. Лагер є приміщений в лісі між с[елами] Віцинь і Коропець. В'язні працюють при лісових роботах і пасуть коней. Харчування в цьому лагері дуже погане. Є часті випадки втечі. В'язні ходять по селах і просять харчів. З ними також ходить охорона. В останніх днях місяця липня [1946 р.] до цего лагеру довезли ще 20 арештованих зі золочівської тюрми. |

Наприкінці травня — початку червня 2020р палац Едерів в селі Смереківка було продано за 750 тис. грн. Новим власником став киянин Олег Кушвара[неавторитетне джерело]